# PKP řada Ty51

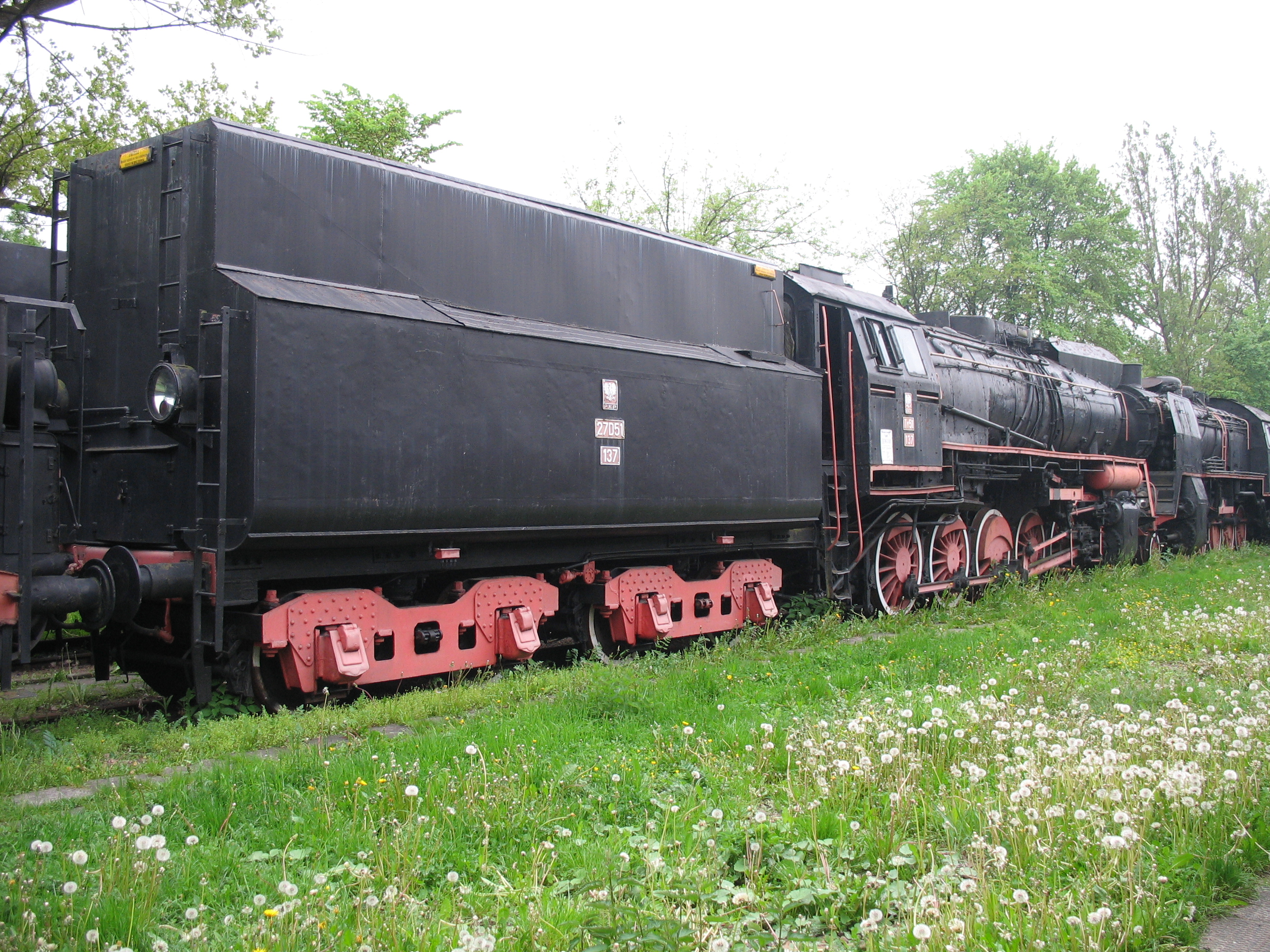
Lokomotiva Ty51-137 v Chabówce

Řada Ty51 je řada polská parních lokomotiv, vyráběných v letech 1953 až 1958 v továrně HCP v Poznani. Lokomotivy tohoto typu byly používány především k přepravě zboží při výrobě a zpracování uhlí. Bylo vyrobeno asi 228 kusů. Stroj Ty51-137 je jediný provozní exemplář, nachází se ve skanzenu v Chabówce.